# Serenity in Fire
Serenity in Fire – siódmy album studyjny kanadyjskiej grupy muzycznej Kataklysm. Wydawnictwo ukazało się 9 marca 2004 roku nakładem wytwórni muzycznej Nuclear Blast. W ramach promocji do pochodzącego z płyty utworu "As I Slither" został zrealizowany teledysk, który wyreżyserował Joe Lynch.
Nagrania zostały zarejestrowane w listopadzie 2003 roku w Victor Studio w Montrealu. Miksowanie odbyło się w Wildsound Studio w St. Zenon.

## Lista utworów
Opracowano na podstawie materiału źródłowego.
1. "The Ambassador of Pain" – 2:33
2. "The Resurrected" – 3:26
3. "As I Slither" – 2:57
4. "For All Our Sins" (gościnnie: Peter Tägtgren) – 6:14
5. "The Night They Returned" – 3:53
6. "Serenity in Fire" – 4:38
7. "Blood on the Swans" – 2:44
8. "10 Seconds from the End" (gościnnie: Jordan Dare) – 2:46
9. "The Tragedy I Preach" – 4:43
10. "Under the Bleeding Sun" – 4:32

## Twórcy
Opracowano na podstawie materiału źródłowego.
| - Maurizio Iacono – śpiew - Jean-François Dagenais – gitara, inżynieria dźwięku, produkcja muzyczna, miksowanie - Stéphane Barbe – gitara basowa - Martin Maurais – perkusja - Peter Tägtgren – gościnnie śpiew |  | - Jordan Dare – gościnnie śpiew - Thomas Ewerhard – okładka, oprawa graficzna - Yannick St-Amant – inżynieria dźwięku - Bernard Belly – mastering - La Voie De La Photo – zdjęcia |